# Vola colomba/Papaveri e papere
Vola colomba/Papaveri e papere è un singolo di Nilla Pizzi.

## Il disco
In entrambe le canzoni la cantante è accompagnata dall'orchestra del maestro Cinico Angelini.
Risultò il terzo disco più venduto di quell'anno.
Nel 1958 venne ristampato in formato 45 giri (SP 172)

## I brani

### Vola colomba
Vola colomba è un brano musicale composto da Bixio Cherubini e da Carlo Concina, vincitore del Festival di Sanremo 1952 nell'interpretazione di Nilla Pizzi.
Il brano fu un successo anche sull'onda della questione del ritorno di Trieste all'Italia, e contiene numerosi riferimenti al capoluogo della Venezia Giulia, quali "inginocchiato a San Giusto", "lasciavamo il cantiere" (essendo Trieste sede di cantieri navali) e "il mio vecio" per indicare il padre nel dialetto triestino.
Nel corso degli anni la Pizzi ha reinciso più volte la canzone in vari album e singoli, con nuovi arrangiamenti.
Nel corso della sua apparizione al Festival di Sanremo 2010 la cantante ha eseguito il ritornello di Vola colomba dimostrando di avere ancora un'intonazione perfetta e di aver mantenuto la sua caratteristica voce bruna e ferma.

### Papaveri e papere
Papaveri e papere è un brano musicale composto da Mario Panzeri, Nino Rastelli e Vittorio Mascheroni, classificatosi al secondo posto del Festival di Sanremo 1952 nell'interpretazione di Nilla Pizzi.
Si tratta di un motivo allegro che sotto l'apparente demenzialità nasconde una satira politica verso i potenti, i "papaveri alti alti", mentre le papere simboleggiano coloro costretti a sottostare al potere. La canzone riscosse un successo grandissimo, viene tradotta in quaranta lingue (addirittura in cinese) e fruttò agli autori la cifra di quaranta milioni di lire in diritti d'autore. Venne incisa anche da Bing Crosby, Eddie Constantine, Yves Montand e Beniamino Gigli. Nota è la cover di Petula Clark con il titolo "Poppa piccolino" del 1953.
Per quanto riguarda l'esecuzione del festival è da ricordare la voce di Mario Bosi, che imitava quella di Paperino. Secondo Gigi Vesigna, «Le parole vennero lette come riferite alla classe politica e in particolare ad Amintore Fanfani, piccolo di statura, ma potentissimo esponente della Democrazia Cristiana». L'immagine dei papaveri svettanti su un campo di grano e simboleggianti il Partito Comunista Italiano attraversati da un grande paio di forbici nell'atto di tagliarli venne usata dai Comitati Civici della Democrazia Cristiana per i manifesti elettorali di quell'anno.
Nel 1973 I Cugini di Campagna incisero la versione del brano per la compilation Piccola storia della Canzone Italiana (RAI Radiotelevisione Italiana, 0205-0206).
Un'altra versione della canzone, interpretata da Cristina Paltrinieri nel secondo volume di Filastrocche canzoncine e ninne nanne, è usata come sigla dell'omonimo programma televisivo andato in onda nel 1995 su Rai 1 con Pippo Baudo e Giancarlo Magalli.

## Incisioni e interpretazioni
- Nel 1953 Stuart Foster con l'orchestra di Xavier Cugat interpreta Vola colomba in inglese. Il brano è contenuto nell'album Dancetime with Cugat (RCA Victor, LPM-3170), pubblicato in Canada e Stati Uniti d'America.
- Antonella Ruggiero interpreta Vola colomba, con l'accompagnamento di Renzo Ruggieri (fisarmonica), in occasione del concerto tenutosi il 17 dicembre 2017 in Piazza della Loggia a Brescia. Il brano è contenuto nell'album Quando facevo la cantante (2018) - CD1 "La canzone dialettale e popolare".
- Papaveri e papere è riproposta insieme ad altre 6 canzoni dai Pinguini Tattici Nucleari nel brano cover Settanta volte, in onore della 70ª edizione del Festival di Sanremo.